# Polánka (Moravský Krumlov)

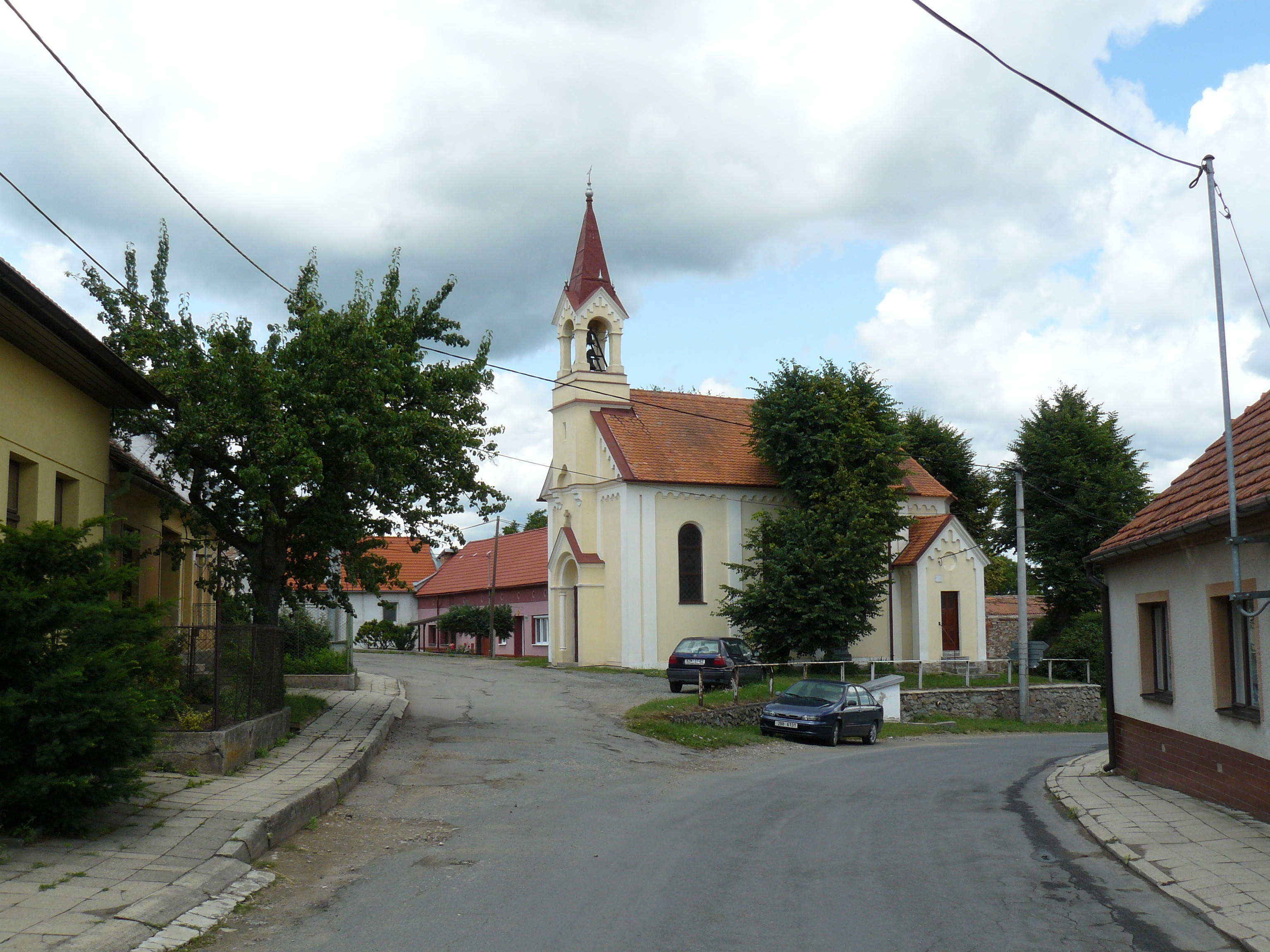
Dorfplatz mit Kapelle

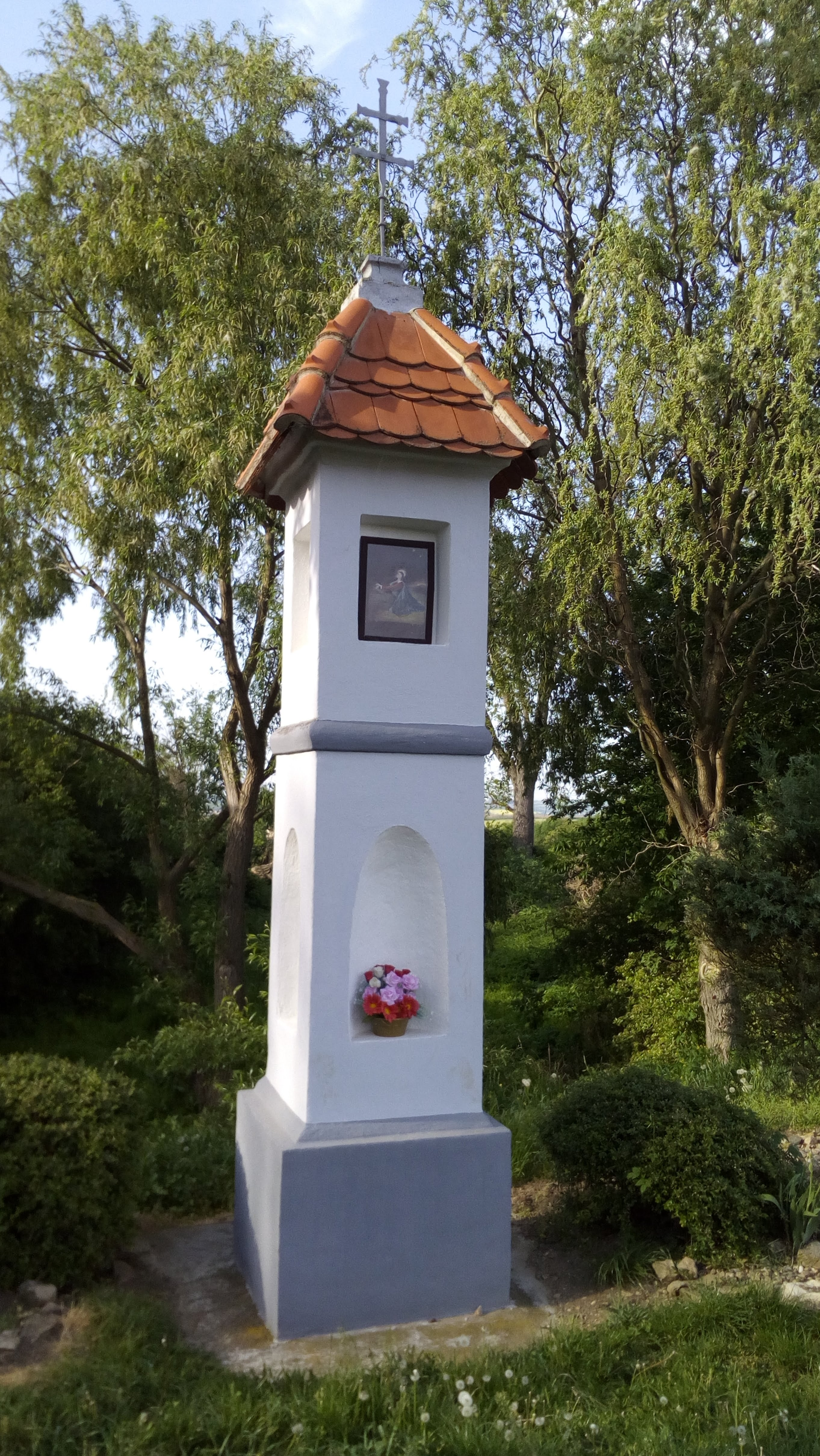
Bildstock

Polánka (deutsch Polanka) ist ein Ortsteil der Stadt Moravský Krumlov in Tschechien. Er liegt drei Kilometer nördlich von Moravský Krumlov und gehört zum Okres Znojmo.

## Geographie
Polánka befindet sich am östlichen Abfall einer Hochebene der Jevišovická pahorkatina (Jaispitzer Hügelland), im Ort entspringt der gleichnamige Bach Polánka. Gegen Südosten fließt die Rokytná durch ein tief eingeschnittenes Tal, nördlich liegt das Tal der Jihlava. Im Osten erhebt sich der Na Babě (Budkowitzer Berg, 328 m n.m.), südöstlich die Vinohrady (338 m n.m.), im Südwesten der Příčník (Gerichtsberg, 364 m n.m.), westlich der Špilberk (361 m n.m.) und im Nordwesten die Záklaty (384 m n.m.). Durch Polánka führt die Staatsstraße II/152 zwischen Ivančice und Hrotovice, von der im Ort die II/413 nach Moravský Krumlov abzweigt.
Nachbarorte sind Biskoupky und Hrubšice im Norden, Řeznovice und Alexovice im Nordosten, Budkovice und Obůrka im Osten, Rokytná im Südosten, Moravský Krumlov im Süden, Dobřínsko und Dolní Dubňany im Südwesten, Horní Dubňany und Jamolice im Westen sowie Mohelno, Lhánice und Senorady im Nordwesten.

## Geschichte
Polánka gehörte wahrscheinlich seit der Errichtung der Burg Krumlov zu deren Gütern. Im 14. Jahrhundert überließen die Herren von Leipa das vermutlich aus einer Feste, einem Hof und dem Dorf bestehende Gut an Lehnsleute. Die aus Krhov stammende Vladikenfamilie führte im Wappen die Halbfigur eines Mannes mit erhobenen Händen und hielt außer Polánka noch weitere Güter; so gebrauchten Familienangehörige außer von Polanka auch die Prädikate von Czernin und von Kupczic. Erster überlieferter Vertreter war 1349 Czas von Polanka (Čas z Polánky), der bis 1376 nachweislich ist. Zwischen 1387 und 1412 wird dessen Sohn Przibik Czas (Přibík Čas) erwähnt. Nachfolgender Besitzer des Gutes war Przibiks Sohn Erazim, der durch zahlreiche Fehden von sich reden machte. Das Gut Polanka bewirtschaftete er schlecht, so dass ihm zwischen 1420 und 1430 das Lehen entzogen und der Familie Vidun von Žíňany und Dobronice ausgereicht wurde. Matthäus Widun von Polanka wirkte 1437 als Beisitzer des Krumlover Lehnsgerichtes. Im Jahre 1451 war Jan von Železný und Polanka mit dem Gut belehnt; er hielt es jedoch nicht lange, bereits 1453 übernahm er das Burggrafenamt von Olmütz. Nachfolgende Lehnsleute waren ab 1461 Jan von Čéč und Polanka; um 1500 wurden die Sokolnický von Bítov mit Polanka belehnt. Im Jahre 1533 verkaufte Johann von Leipa auf Krumlov das Lehn Polanka einschließlich Feste, Hof und Dorf Polanka mit vollen Eigentumsrechten an Hynek Sokolnický, der seit 1524 als Lehnsmann auf Polanka nachweisbar ist. Berchtold von Leipa kaufte das Gut 1560 von den Brüdern Jan und Jiří Sokolnický zurück und schlug es der Herrschaft Krumlov zu. Die Feste erlosch danach; es wird angenommen, dass sie auf dem Areal des Meierhofes gestanden war. Nach der Schlacht am Weißen Berg wurden 1621 sämtliche Güter des Berthold Bohuslaw (Bohubud) von Leipa, der ein Anführer der mährischen Stände war, konfisziert. 1625 erwarb Gundaker von Liechtenstein die Herrschaft Krumlov, die danach fast 300 Jahre im Besitz des Hauses Liechtenstein verblieb. Bis 1785 war das Dorf nach Krumlov eingepfarrt, danach kam es zur Pfarre Řeznovice.
Im Jahre 1835 bestand das im Znaimer Kreis unweit der Handelsstraße von Krummau nach Eibenschitz gelegene Dorf Polanka aus 32 Häusern, in denen 188 Personen lebten. Im Ort gab es einen herrschaftlichen Meierhof. Unterhalb von Polanka befand sich der herrschaftliche Tiergarten mit einem Hegerhaus und einer Schäferei an den Hängen zur Rokytná. An der Handelsstraße lagen der untertänige Körner-Schüttkasten und der Ausspann Pindulka. Pfarr- und Schulort war Řeznowitz. 1842 errichtete die Gemeinde mit Unterstützung des Fürsten Karl von Liechtenstein eine Kapelle. Bis zur Mitte des 19. Jahrhunderts blieb Polanka der Fideikommiss-Primogeniturherrschaft Mährisch-Krummau untertänig.
Nach der Aufhebung der Patrimonialherrschaften bildete Polanka ab 1849 eine Gemeinde im Gerichtsbezirk Mährisch Kromau. Ab 1869 gehörte das Dorf zum Bezirk Mährisch Kromau. Zu dieser Zeit hatte Polanka 275 Einwohner und bestand aus 40 Häusern. Da die Kapelle zu klein geworden war, erfolgte 1899 ihr Abbruch und Neubau. Im Jahre 1900 lebten in Polanka 387 Personen; 1910 waren es 373. Seit Beginn des 20. Jahrhunderts wurde das Dorf nach Südosten bis an die Kaiserstraße erweitert, das dort am Abzweig gestandene alte Wirtshaus Pindulka wurde in dieser Zeit abgebrochen. Beim Zensus von 1921 lebten in den 77 Häusern der Gemeinde 447 Personen, darunter 444 Tschechen und ein Deutscher.  Seit 1924 wird Polánka als tschechischer Gemeindename verwendet. Im Jahre 1930 bestand Polánka aus 102 Häusern und hatte 497 Einwohner. Nach der deutschen Besetzung wurde die Gemeinde 1939 in den Gerichtsbezirk Eibenschütz und den Kreis Brünn-Land umgegliedert; bis 1945 gehörte Polánka / Polanka zum Protektorat Böhmen und Mähren. Nach dem Kriegsende erfolgte die Wiederherstellung der alten Bezirksstrukturen. Im Jahre 1950 hatte Polánka 446 Einwohner. Im Zuge der Gebietsreform und der Aufhebung des Okres Moravský Krumlov wurde die Gemeinde am 1. Juli 1960 dem Okres Znojmo zugewiesen. Am 1. August 1976 erfolgte die Eingemeindung nach Moravský Krumlov. Beim Zensus von 2001 lebten in den 139 Häusern von Polánka 416 Personen.

## Ortsgliederung
Der Ortsteil Polánka besteht aus den Grundsiedlungseinheiten Obora-Křižák und Polánka.
Der Ortsteil bildet den Katastralbezirk Polánka u Moravského Krumlova und umfasst auch einen geringen Teil des Katastralbezirks Moravský Krumlov.

## Sehenswürdigkeiten
- Kapelle Mariä Geburt auf dem Dorfplatz, errichtet 1899 anstelle eines Vorgängerbaus aus dem Jahre 1842
- Gemäuerter Bildstock aus der Mitte des 19. Jahrhunderts, am Weg nach Řeznovice
- Steinernes Flurkreuz, an der Straße nach Řeznovice
- Flurkreuz mit Schlangenrelief, geschaffen 1726, nordwestlich des Dorfes auf der Gemarkungsgrenze mit Hrubšice und Řeznovice